# 파드리섬 국립해안

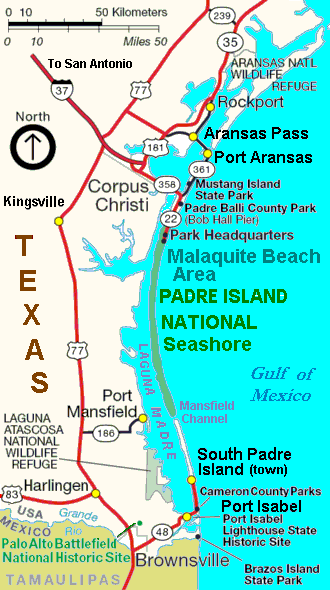
파드리 섬 도시와 국립공원 위치

파드리 섬 국립해안(Padre Island National Seashore)은 미국 텍사스주 남쪽 파드리 섬에 위치한 국립공원이다. 파드리 섬은 세계에서 가장 긴 210km의 자연 방파제인데, 1962년 9월 28일 국립해안공원으로 지정되었다. 면적은 527.85km2이다. 파드리 섬 국립해안은 자연이 잘 보존되어 있는데, 사륜구동차로만 접근이 가능하다.